# 앙꼬
앙꼬(본명: 최경진, 1983년 10월 26일 ~)은 대한민국의 여성이자  경기도 성남시에서 태어난 만화가이다.

## 생애
- 1983년 10월 26일 경기도 성남시에서 1남 3녀 중 셋째 딸로 태어났다.
- 어렸을 때부터 그림그리기를 좋아했던 앙꼬는 결국 만화가가 되었다.
- 그녀는 화분도 있고 기타도 있고 술도 많은 자신의 작업실에서 그림을 그리고 있다. 외로울 땐 기타를 치고 즐거울 땐 술을 마시고, 돈이 없을 땐 그림을 그린다.
- 2004년 <앙꼬의 그림일기 1>, 2007년 <열아홉> 등을 출간하였고, 앞으로도 계속 만화를 그릴 생각을 하며, 잘 살고 있다.

## 도서
- 2018년 분수, 넌 내 밥이야!(초등수학 주제학습 02)
- 2017년 똑똑해지는 그리기책 세트(양장본 HardCover)(전5권)
- 2015년 섬과 섬을 잇다 2
- 2013년 삼십 살(사계절 만화가 열전 4)(양장본 HardCover)
- 2012년 나쁜친구
- 2012년 똑똑해지는 그리기책 세트(똑똑해지는 그리기책)(양장본 HardCover)(전2권)
- 2008년 앙꼬의 그림일기 2
- 2007년 열아홉
- 2004년 앙꼬의 그림일기 1

## 수상
- 2017.01.제44회 프랑스 앙굴렘국제만화축제 새로운 발견상
- 2012. 오늘의 우리만화상